# 清水芽衣
清水芽衣（1990年6月3日—），原日本的女性聲優，東京都出生，原屬事務所Space Craft Entertainment。

## 簡歷
- 2001年，從動畫天使的尾巴（天使のしっぽ）為露露（カエルのルル）配音，以聲優身分出道。與出演天使的尾巴主要女角的其餘11位聲優組成了「P.E.T.S.」，更與平野綾及長谷川靜香組成了「年少三人組（ちびっこトリオ）」而備受注目。
- 2002年，在NHK教育頻道的小學生英語教育節目參與演出。
- 2003年，在東京電視台的節目擔任嘉賓。
- 興趣是聽音樂、看電影、散步及唱歌[1]。
- 假日會到基督教教堂及跟友人外出[1]。
- 雖然以聲優出道，但實際上只曾為天使的尾巴的露露（カエルのルル）配音。
- 在為天使的尾巴配音時，與平野綾及長谷川靜香皆為小學生。
- 在天使的尾巴Chu！完結後，以專注學業為理由而暫別聲優界，現以演員的身分再次返回演藝界。

## 參與作品

### 電視動畫
2001年
- 天使的尾巴 - 露露（カエルのルル）

2003年
- 天使的尾巴Chu！ - 露露（カエルのルル）

### 電視節目
2002年
2003年
2007年
- 魔法老師涅吉 - 四葉五月

### 電台節目
2001年

### 遊戲
2003年
- 天使的尾巴 - 和野川櫻、平野綾及長谷川靜香共同演出遊戲的CM

### CD
- – P.E.T.S.
- – P.E.T.S.
- – P.E.T.S.
- – 守護天使・小学生チーム
- – 露露（カエルのルル）
- – 露露（カエルのルル）

## 註解
1. 1 2  （日語）MAGISTER NEGI MAGI 魔法先生ネギま! （页面存档备份，存于）